# Демон Максвелла
Де́мон Ма́ксвелла — мысленный эксперимент 1867 года, а также его главный персонаж — воображаемое разумное существо микроскопического размера, придуманное британским физиком Джеймсом Клерком Максвеллом с целью проиллюстрировать кажущийся парадокс Второго начала термодинамики.

## Суть парадокса
Мысленный эксперимент состоит в следующем: предположим, сосуд с газом разделён непроницаемой перегородкой на две части: правую и левую. Молекулы хаотично движутся (Тепловое движение). В перегородке есть отверстие с устройством (так называемый демон Максвелла), которое позволяет пролетать быстрым (горячим) молекулам газа только из левой части сосуда в правую, а медленным (холодным) молекулам — только из правой части сосуда в левую (демон «открывает» и «закрывает» перегородку перед молекулами, оценивая их скорость). Тогда через большой промежуток времени «горячие» (быстрые) молекулы окажутся в правом сосуде, а «холодные» останутся в левом.
Таким образом, получается, что демон Максвелла позволяет нагреть правую часть сосуда и охладить левую без дополнительного подвода энергии к системе. Энтропия для системы, состоящей из правой и левой части сосуда, в начальном состоянии больше, чем в конечном, что противоречит термодинамическому принципу неубывания энтропии в замкнутых системах (см. Второе начало термодинамики).
Парадокс разрешается, если рассмотреть замкнутую систему, включающую в себя демона Максвелла и сосуд. Для функционирования демона Максвелла необходима передача ему энергии от стороннего источника. За счёт этой энергии и производится разделение горячих и холодных молекул в сосуде, то есть переход в состояние с меньшей энтропией. Детальный разбор парадокса для механической реализации демона (храповик и собачка) приведён в Фейнмановских лекциях по физике, вып. 4, а также в популярных лекциях Фейнмана «Характер физических законов».
С развитием теории информации было установлено, что процесс измерения может и не приводить к увеличению энтропии при условии, что он является термодинамически обратимым. Однако в этом случае демон должен запоминать результаты измерения скоростей (стирание их из памяти демона делает процесс необратимым). Поскольку память конечна, в определённый момент демон вынужден стирать старые результаты, что и приводит в конечном итоге к увеличению энтропии всей системы в целом.
В 2010 г. мысленный эксперимент в реальности удалось воплотить физикам из университетов Тюо и Токийского университета.
В 2015 г. автономный искусственный демон Максвелла был реализован в виде одноэлектронного транзистора со сверхпроводящими алюминиевыми выводами. Такое устройство  позволяет проводить большое количество операций измерения за малый промежуток времени.
Идея демона Максвелла существенно использовалась при анализе биологической эволюции. По аналогии было введено понятие демон Дарвина.

### Двигатель Силарда
Разновидностью демона Максвелла является двигатель Силарда. Он представляет собой сосуд с небольшим числом молекул с двумя поршнями по краям и перегородкой посредине. Когда все молекулы оказываются в одной половине сосуда, перегородка опускается и поршень во второй половине придвигается к перегородке без затрат энергии. Затем перегородка поднимается и газ совершает работу, возвращая поршень в исходное положение.

## Объяснение парадокса  Максвелла
Парадокс Максвелла впервые был разрешён Лео Силардом в 1929 г. на основе следующего анализа.
Демон должен воспользоваться каким-либо измерительным прибором для оценки скоростей молекул, например электрическим фонариком. Поэтому надо рассмотреть энтропию системы, состоящей из газа при постоянной температуре {\displaystyle T_{0},} демона и фонарика, включающего заряженную батарейку и электрическую лампочку. Батарейка должна нагревать нить лампы фонарика до высокой температуры {\displaystyle T_{1}>T_{0}} с целью получения квантов света с энергией {\displaystyle \hbar \omega _{1}>T_{0}}
для того, чтобы кванты света распознавались на фоне теплового излучения с температурой {\displaystyle T_{0}.}
В отсутствие демона энергия {\displaystyle E}, излучаемая лампочкой при температуре {\displaystyle T_{1}}, поглощается в газе при температуре {\displaystyle T_{0}} и в целом энтропия возрастает: {\displaystyle \Delta S={\frac {E}{T_{0}}}-{\frac {E}{T_{1}}}>0,} так как {\displaystyle {\frac {\hbar \omega _{1}}{T_{0}}}>1,} а {\displaystyle {\frac {p}{\Omega _{0}}}\ll 1.}
При наличии демона изменение энтропии: {\displaystyle \Delta S={\frac {\hbar \omega _{1}}{T_{0}}}-{\frac {p}{\Omega _{0}}}>0.} Здесь первое слагаемое означает увеличение энтропии при попадании излучённого фонариком кванта света в глаз демона, а второе слагаемое означает уменьшение энтропии вследствие уменьшения статистического веса системы {\displaystyle \Omega _{0}} на величину {\displaystyle p,} что приводит к уменьшению энтропии на величину {\displaystyle \Delta S_{s}=S_{1}-S_{0}=\ln(\Omega _{0}-p)-\ln \Omega _{0}\approx -{\frac {p}{\Omega _{0}}}.}
Рассмотрим этот процесс подробнее. Пусть сосуд с газом разделён на две части {\displaystyle A} и {\displaystyle B} с температурами
{\displaystyle T_{B}>T_{A},\quad T_{B}-T_{A}=\Delta T,\quad T_{B}=T_{0}+{\frac {1}{2}}\Delta T,\quad T_{A}=T_{0}-{\frac {1}{2}}\Delta T.} 
Предположим, что демон выбирает быстро движущуюся молекулу с кинетической энергией {\displaystyle {\frac {3}{2}}T(1+\epsilon _{1})} в области с низкой температурой {\displaystyle A} и направляет её в область {\displaystyle B.} После этого он выбирает медленно движущуюся молекулу с кинетической энергией {\displaystyle {\frac {3}{2}}T(1-\epsilon _{2})} в области с высокой температурой {\displaystyle B} и направляет её в область {\displaystyle A.}
Для того, чтобы предварительно выбрать эти две молекулы, демону требуется по меньшей мере два световых кванта, которые приведут при попадании в его глаз к увеличению энтропии {\displaystyle \Delta S_{d}=2{\frac {\hbar \omega _{1}}{T_{0}}}>2.}
Обмен молекулами приведёт к уменьшению полной энтропии {\displaystyle \Delta S_{m}=\Delta Q\left({\frac {1}{T_{B}}}-{\frac {1}{T_{A}}}\right)\approx -\Delta Q{\frac {\Delta T}{T^{2}}}=-{\frac {3}{2}}\left(\epsilon {1}+\epsilon _{2}\right){\frac {\Delta T}{T}}.} Величины {\displaystyle \epsilon {1}} и {\displaystyle \epsilon {2},} вероятнее всего, малы, {\displaystyle \Delta T\ll T} и поэтому  {\displaystyle \Delta S_{m}=-{\frac {3}{2}}\nu ,\quad \nu \ll 1.}
Таким образом, полное изменение энтропии будет {\displaystyle \Delta S=\Delta S_{d}+\Delta S_{m}=2{\frac {\hbar \omega _{1}}{T_{0}}}-{\frac {3}{2}}\nu >0.}
Температура демона может быть и много ниже температуры газа {\displaystyle T_{d}\ll T_{0}.} При этом он может принимать кванты света с энергией {\displaystyle \hbar \omega }, испускаемые молекулами газа при температуре {\displaystyle T_{0}.} Тогда приведённые выше рассуждения можно повторить с заменой условий {\displaystyle T_{1}>T_{0},\quad \hbar \omega _{1}>T_{0}} на условия {\displaystyle T_{2}<T_{0},\quad \hbar \omega _{1}>T_{2}.}

### Теоретическая реализация
В 2018 году физики в США упорядочили систему из 50 помещённых в трёхмерную оптическую ловушку атомов цезия с помощью реального аналога демона Максвелла.

### Практическая реализация
6 апреля 2020 года в журнале Physical Review B была опубликована статья о создании системы из двух квантовых точек с одноэлектронными переходами для  оценки термодинамических характеристик демона Максвелла с учётом информации и возвратного действия измерений.

### В художественной литературе
- В повести «Понедельник начинается в субботу» братьев Стругацких демоны Максвелла приспособлены администрацией НИИЧАВО открывать и закрывать входные двери института.
- В рассказе Сергея Снегова «Право на поиск» одного из героев называли «Повелителем Демонов Максвела» «…почему я ношу странную кличку Повелитель Демонов? Я, естественно, поправил: не Повелитель Демонов вообще, а Повелитель Демонов Максвелла… Мне удалось реально осуществить гениальную идею Максвелла».
- В «Кибериаде» Станислава Лема демон Максвелла упоминается как «демон первого рода». Герои книги создают «демона второго рода», способного извлекать осмысленную информацию из движения молекул воздуха.
- В цикле фэнтези Кристофера Сташефа «Маг рифмы»  демон Максвелла вызван заклинанием и по свойствам напоминает волшебного джинна. Он соглашается выполнять желания главного героя, потому что тот хорошо знает законы физики. Выглядит как «бесконечно яркая» точка, парящая в воздухе. В произведениях сам демон называет себя демоном порочности.
- В своём одноимённом эссе Кен Кизи переводит парадокс из области термодинамики в область социологии простой заменой «тепла» на «добро» и «холода» на «зло», доказывая таким образом несостоятельность западной системы ценностей.
- В произведении «Любой крутой чувак» Пола Ди Филиппо демоны Максвелла обеспечивают энергией страну «Земля Максвелла», находящуюся на территории Африки. На основе этой энергии строится политико-независимое научно-техническое утопичное общество.
- В романе Томаса Пинчона «Выкрикивается лот 49» описывается устройство, так называемая «машина Нефастиса», в которой используется демон Максвелла; чтобы его активировать, следует «пристально глядя на фото Джеймса Максвелла, сосредоточить мысль на одном из цилиндров — правом или левом, и тогда демон именно в этом цилиндре поднимает температуру».
- В романе Макса Фриша «Homo Фабер» диссертация главного героя носит название «О значении так называемого максвелловского демона».
- В манге «Моя богиня!» демон Максвелла находится в переднем конце черенка метлы Беллданди (Верданди). Благодаря тому, что демон пропускает только быстрые молекулы газов воздуха в одном направлении, создаётся реактивная тяга и метла может летать. Изображён в виде миниатюрного Дж. Максвелла в карикатурном виде.
- Появляется в книге Георгия Гамова «Приключения мистера Томпкинса».
- Одноименный научно-фантастический рассказ Кена Лю из сборника «Потаённая девушка».

### В играх
- Максвелл (Уильям Картер)[15] — главный антагонист игры Don't Starve, возможно является отсылкой на демона Максвелла. По своей злой воле он отправляет 9 разных героев в, вероятно, созданный им мистический мир (пленником которого он и сам является), где они должны выжить. Также доступен как играбельный персонаж.
- В игре Max Payne 2 "Демон Максвелла" является персонажем одного из сериалов, которые идут по телевидению в течение прохождения миссий.

### В аниме
- В аниме El Cazador у главной героини Эллис есть пробуждающаяся сила, способная контролировать демона Максвелла.

### В кино
- В 11 серии 5 сезона сериала «Числа» о сути эксперимента рассказывает Чарльз, на что его отец, Алан, парирует, что в жизни ничто не работает вечно — обязательно что-либо сломается, тем самым нарушив парадокс.
- В фильме «Бархатная золотая жила» фигурирует альтер эго рок-звезды Брайана Слэйда «Демон Максвелл».
- В фильме «Довод» Кристофера Нолана демон Максвелла упоминается в виде рисунка на стене, в комнате где происходило начальное обучение главного героя. Герои фильма используют некую машину из двух комнат, способную инверсировать людей и предметы во времени. В других частях фильма говорится об «обратной энтропии».